# Antoine-Jean Gros

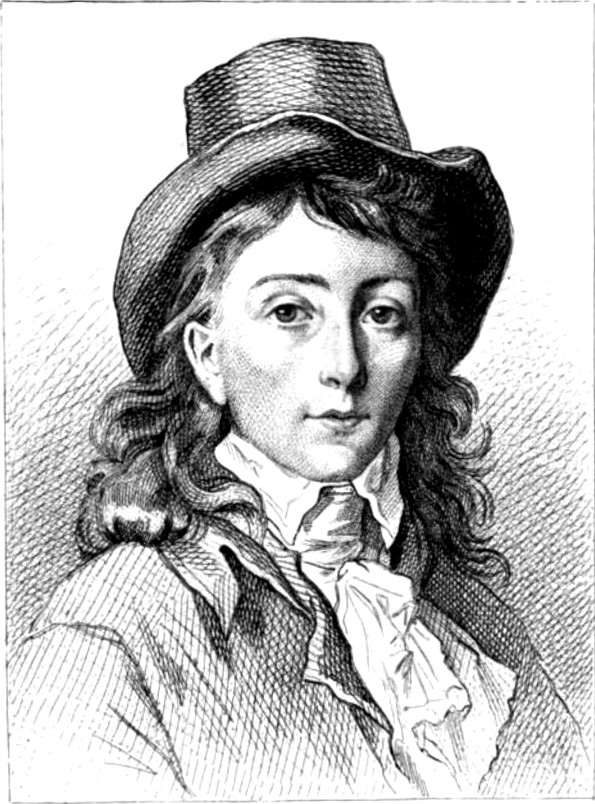
Antoine-Jean Gros, per François Gérard

Retrat de Christine Boyer, c. 1800

Baron Antoine-Jean Gros (16 de març de 1771 – 25 de juny de 1835), també conegut com a Jean-Antoine Gros, va ser un pintor de temes històrics neoclàssic.

## Biografia
Nasqué a París, el seu pare era un pintor de miniatures i li va ensenyar aquest ofici. Cap a 1785 Gros, entrà a l'estudi del pintor Jacques-Louis David.
Després de la mort del seu pare, el 1791, Gros va competir per guanyar un grand prix («gran preu») en art però sense tenir èxit. En aquella època, per recomanació de l'École des Beaux Arts, Gros va pintar retrats dels membres de la Convenció Nacional, però disgustat del rumb que prenia la Revolució, el 1793, marxà a Itàlia

### Gènova i Bonaparte
Treballa a Gènova fent gran quantitat de miniaturs. Va conéixer Joséphine de Beauharnais. La seguí a Milà on el va rebre el marit d'ella, Napoleó Bonaparte.
El 15 de novembre de 1796, Gros estava present amb l'exèrcit a la batalla d'Arcola quan Bonaparte plantà la bandera tricolor al pont d'Arcola. Gros en va fer un quadre. Bonaparte el va fer inspecteur aux revues, cosa que permetia a Gros seguir l'exèrcit i el 1797 el va nominar per la comissió encarregada de seleccionar el botí que ha d'enriquir el museu del Louvre.

### París
El 1799, Gros tornà a París. El 1802, va rebre un premi pel dels consuls francesos pel seu esbòs titulat Combat de Natzaret (actualment al Museu de les Arts de Nantes).
Va obtenir el títol de Baró l'any 1808.
El 25 de juny de 1835 Gros va ser trobat, ofegat, a la vora del riu Sena, a Meudon, prop de Sèvres amb un paper a la seva roba on deïa que s'havia suïcidat.

## Iconografia
| Imatge | Títol                                                                                                | Data                      | Dimensions       | Col·lecció                                        |
| ------ | --- | ------------------------- | ---------------- | ------------------------------------------------- |
|        | Madame Pasteur                                                                                       | 1795-1796                 |                  | Musée des Beaux-Arts de Bordeaux                  |
|        | Retrat de Madame Bruyère                                                                             | 1796                      | 79 × 65 cm       | Bristol City Museum and Art Gallery               |
|        | Bonaparte al pont d'Arcole                                                                           | 1796                      | 130 × 94 cm      | Palau de Versalles                                |
|        | La mort de Timòfanes                                                                                 | 1798                      | 44.4 × 57.6 cm   | The Louvre                                        |
|        | Retrat de Christine Boyer                                                                            | ca. 1800                  | 214 × 134 cm     | Louvre                                            |
|        | Combat de Natzaret                                                                                   | 1801                      | 136.1 x 196.4 cm | Museu de les Arts de Nantes                       |
|        | Safo a Lèucada                                                                                       | 1801                      | 122 × 100 cm     | Musée Baron Gérard, Bayeux                        |
|        | Bonaparte, primer cònsol                                                                             | 1802                      | 205 × 127 cm     | Musée de la Légion d'honneur                      |
|        | Bonaparte visitant els empestats de Jaffa                                                            | 1804                      | 715 × 523 cm     | The Louvre                                        |
|        | Batalla d'Abukir, 25 de juliol de 1799                                                               | 1806                      | 578 × 968 cm     | Palau de Versalles                                |
|        | Napoleó al camp de batalla d'Eylau                                                                   | 1807                      | 104.9 × 145.1 cm | The Louvre Arxivat 2023-12-15 a Wayback Machine.  |
|        | Retrat de Pierre Zimmermann                                                                          | 1808                      | 118.5 × 91 cm    | Palau de Versalles                                |
|        | La Batalla de les Piràmides                                                                          | 1810                      | 389 × 311 cm     | Palau de Versalles                                |
|        | Napoleó accepta la rendició de Madrid, 4 de desembre de 1808                                         | 1810                      | 361 × 500 cm     | Museu Carnavalet                                  |
|        | El cavall de Mustapha Pascha                                                                         | ca. 1810                  | 89 × 175 cm      | Musée des Beaux-Arts et d'Archéologie de Besançon |
|        | Retrat del segon tinent Charles Legrand                                                              | ca. 1810                  |                  |                                                   |
|        | Apoteosi de Santa Genoveva                                                                           | 1811-1824                 |                  | Panthéon de Paris                                 |
|        | Carles V rebut per Francesc I a l'abadia de Saint-Denis                                              | 1812                      |                  | Louvre                                            |
|        | Retrat ecuestre de Joachim Murat                                                                     | 1812                      | 89 × 175 cm      | Musée des Beaux-Arts et d'Archéologie de Besançon |
|        | Els acomiadaments de Lluís XVIII partint del Palau de les Teuleries en la nit del 20 de març de 1815 | 1817                      | 405 × 525 cm     | Palau de Versalles                                |
|        | Embarcament de la Duquesa d'Angoulême a Paulhac                                                      | 1819                      | 326 × 504 cm     | Musée des Beaux-Arts de Bordeaux                  |
|        | Jean-Antoine Chaptal, comte de Chanteloup                                                            | 1824                      |                  | Musée des Beaux-Arts de Bordeaux                  |
|        | Hèrcules i Diomedes                                                                                  | 1835                      |                  |                                                   |
|        | Pierre-Antoine-Noël-Bruno, comte de Daru                                                             | primer quart de segle xix |                  | Palau de Versalles                                |

## Altres fonts
- Aquest article incorpora text d'una publicació actualment en domini públic: Chisholm, Hugh, ed. (1911). Encyclopædia Britannica (11a ed.). Cambridge University Press.
- Chu, Petra ten-Doesschate. (2006). Nineteenth-Century European Art. Upper Saddle River, New Jersey: Prentice Hall. pp. 126–127. ISBN 0-13-188643-6